# Hoffmann Mihály Miksa
Hoffmann Mihály Miksa (Nagyatád, 1861. május 10. – Budapest, 1937. október 20.) hírlapíró, pénzügyi szakíró, lapszerkesztő.

## Élete
Atyja Hoffmann Henrik szeszgyári igazgató volt, édesanyja Schlesinger Katalin. Iskoláit Nagykanizsán végezte; minthogy beteges volt, tanulmányait félbeszakította és több évig segédjegyző, majd magánhivatalnok volt és egy nagyvállalatnál mint irodafőnök működött. 1887-ben a hírlapírói pályára lépett és 1890-ban megindította az Adóügyi Szaklapot, melyet szerkesztett is. A közgazdasággal is foglalkozott. 1909 májusában a szakirodalom terén kifejtett munkásságának elismeréseként megkapta a királyi tanácsosi címet. Mintegy harminc önálló pénzügyi, főképpen adóügyi munkát írt. A Fűszerkereskedők Országos Egyesületének elnöke, a Fűszerkereskedők Lapjának főszerkesztője és a Központi Demokratapárt ügyvezető elnöke volt.
Halálát szívbénulás, epehólyag-gyulladás okozta.
Felesége Hacker Judit (1868–1910) volt, Hacker Májer és Stelzer Sarolta lánya, akit 1891. október 15-én Nagykanizsán vett nőül. Gyermekeik: Hoffmann Lilla (1892–1972) és Hoffmann Klára (1900–1944). Második házastársa Wagner Emília (1866–?) volt, akivel 1912. május 29-én Budapesten, a Terézvárosban kelt egybe.
Cikkei, melyek többnyire saját lapjában jelentek meg, az egyenes adóról, a fogyasztási-, ital- és italmérési adókról szólnak.

## Munkái
- Szesz-, italmérési- és bor-italadó kiszámítása, továbbá szeszalkohol-szőlőczefre és bormust, valamint hordó-ürméret átszámítási táblázat. Budapest, 1893. (Magyar és német szöveg)
- A fogyasztási, ital- és italmérési adók rendszeres ismertetése... Budapest, 1893. (Osváth Imrével együtt.)

Kéziratban: Jövedéki kihágások élbírálása.